# Bolívia az 1980. évi téli olimpiai játékokon
Bolívia az egyesült államokbeli Lake Placidben megrendezett 1980. évi téli olimpiai játékok egyik részt vevő nemzete volt. Az országot az olimpián 1 sportágban 3 sportoló képviselte, akik érmet nem szereztek. Bolívia 24 év eltelte után először szerepelt újra a téli olimpiai játékokon.

## Alpesisí
Férfi
| Versenyző                  | Versenyszám      | 1. futam      | 1. futam      | 2. futam | 2. futam | Összesítés | Összesítés |
| Versenyző                  | Versenyszám      | Idő           | Hely.         | Idő      | Hely.    | Idő        | Helyezés   |
| -------------------------- | ---------------- | ------------- | ------------- | -------- | -------- | ---------- | ---------- |
| Victor Hugo Ascarrunz, Jr. | Műlesiklás       | nem ért célba | nem ért célba | kiesett  | kiesett  | kiesett    | kiesett    |
| Victor Hugo Ascarrunz, Jr. | Óriás-műlesiklás | nem ért célba | nem ért célba | kiesett  | kiesett  | kiesett    | kiesett    |
| Billy Farwig               | Lesiklás         |               |               |          |          | 2:12,66    | 42.        |
| Billy Farwig               | Műlesiklás       | nem ért célba | nem ért célba | kiesett  | kiesett  | kiesett    | kiesett    |
| Billy Farwig               | Óriás-műlesiklás | nem ért célba | nem ért célba | kiesett  | kiesett  | kiesett    | kiesett    |
| Scott Alan Sánchez         | Lesiklás         |               |               |          |          | kizárták   | kizárták   |
| Scott Alan Sánchez         | Műlesiklás       | nem ért célba | nem ért célba | kiesett  | kiesett  | kiesett    | kiesett    |
| Scott Alan Sánchez         | Óriás-műlesiklás | nem ért célba | nem ért célba | kiesett  | kiesett  | kiesett    | kiesett    |